# Електромагнітні барабанні сепаратори ЕБМ

Електромагнітні барабанні сепаратори ЕБМ-80/170 і ЕБМ-80/250 — барабанний магнітний сепаратор (рис. ) з нижньою подачею живлення і прямоточною ванною. Застосовуються для регенерації феромагнітних обважнювачів і збагачення тонковкраплених магнетитових руд. Напруженість магнітного поля сепаратора регулюється і складає до 110 кА/м. Вміст твердого у живленні магнітної сепарації  при збагаченні руди крупністю до 3 мм складає 45 % , при збагаченні тонкоподрібненої руди крупністю 0,1 мм – 20 – 25 % . 
Напруженість магнітного поля вибирається з умов отримання найбільш чистої магнітної фракції з мінімальними втратами магнітних компонентів. Частота обертання робочого органу сепараторів залежить від вмісту магнітних мінералів в руді, потрібної продуктивності та необхідної якості продуктів сепарації.